# Ambystoma tygrysia
Ambystoma tygrysia (Ambystoma tigrinum) – gatunek płaza ogoniastego z rodziny ambystomowatych (Ambystomatidae).

## Wygląd zewnętrzny
Samce dorastają do 33 cm, samice są nieco mniejsze. Głowa jest płaska, szeroka i wyraźnie oddzielona od tułowia, który jest wałkowaty i wyposażony w 11–13 bruzd międzyżebrowych, ogon masywny, gruby i niski, wyraźnie bocznie spłaszczony. Kończyny krótkie. Grzbiet jest zmienny, ciemnobrązowy, oliwkowobrązowy lub czarniawy z licznymi, nieregularnymi często poprzecznie wydłużonymi jaskrawożółtymi plamami. Czasem grzbiet jest prawie cały żółty natomiast brzuch szaro-żółtawy bez plam.

## Pożywienie
Jest to gatunek drapieżnika. Poluje nocą na wszystkie mniejsze stworzenia: żaby, owady oraz inne płazy ogoniaste. Zdarza się im polować także na mniejsze ssaki.

## Tryb życia
Prowadzi lądowy tryb życia. W górach występuje do 3660 m n.p.m. Zamieszkuje różne lądowe środowiska o średnio wilgotnej glebie i bogatej roślinności, często w pobliżu wody. W dzień chowa się w rozmaitych kryjówkach. W okresie suszy chowa się często w norach borsuków, piesków preriowych itp. Aktywna nocą. Zimuje na lądzie. Często używana jako zwierzę laboratoryjne.

## Rozród
Pora godowa przypada na wczesną wiosnę, a wysoko w górach dopiero na lipiec. Miejscem rozrodu są mniejsze i większe wody płynące i stojące, czasem o charakterze okresowym. Często gromadzą się tam w dużej liczbie. U samców w tym okresie pojawia się na ogonie niski fałd skórny, zachodzący na grzbiet. W okresie godowym samica składa kilka nieforemnych pakietów jaj. Łącznie jest ich około 1000 o średnicy od 1,9 do 2,6 mm. Zapłodnienie jest wewnętrzne. Larwy klują się po 2–3 tygodniach, mają wtedy długość 13–17 mm i są wyposażone w 3 pary dobrze rozwiniętych skrzeli zewnętrznych oraz wysoką płetwę ogonową. Okres przeobrażenia trwa od 2 do 4 miesięcy, w górach przeciąga się do roku (częste jest również w tym przypadku zjawisko neotenii). Długość ciała przeobrażonych osobników wynosi 80–86 mm. Dojrzałość płciowa w 3. roku życia.

## Występowanie
Występuje na obszarze od skrajnie południowej Kanady (południowo-zachodnia Manitoba) do południa Stanów Zjednoczonych.